# Société Awa
Pour les articles homonymes, voir Awa.

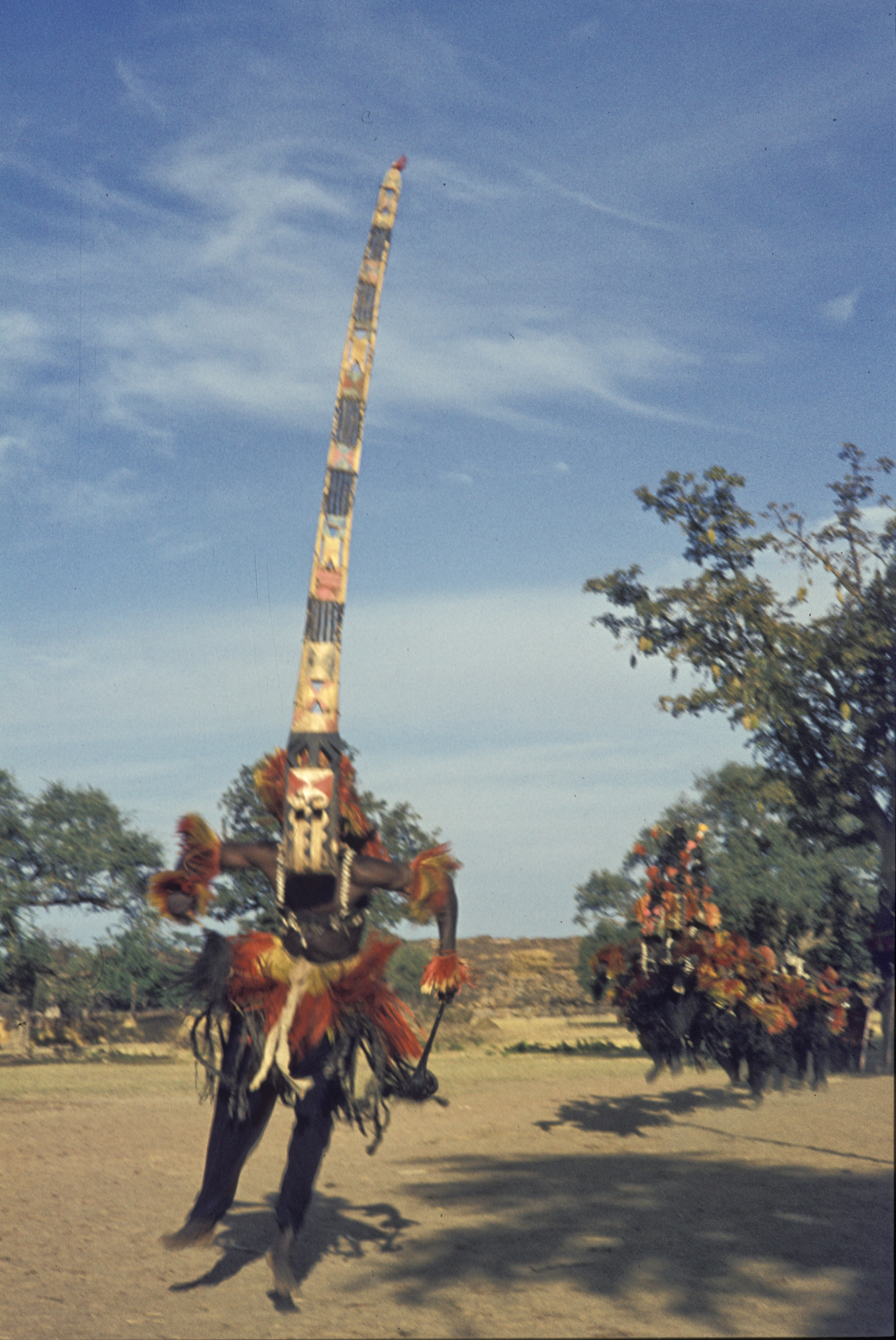
Un homme portant un masque de Sirige saute lors d’une cérémonie, 1974. Le masque Sirige est un grand masque qui n’est utilisé dans les funérailles que pour les hommes qui étaient vivants lors de la tenue de la cérémonie Sigui.

La société Awa, ou société des masques, chez les Dogons au Mali, est une société initiatique constituée d'hommes circoncis. Elle intervient lors des cérémonies funéraires, notamment lors des funérailles et du dama (levée de deuil).
Cette institution est l'une des expressions de la religion des Dogons, basée sur le culte voué au Dieu créateur Amma et sur le culte des ancêtres. Cet animisme prend en effet quatre formes : 
- le culte du lébé ;
- le culte du Binou ;
- le culte des âmes ;
- l'institution des masques (société Awa)[1].

Les membres de la société Awa parlent le sigi so, langue secrète rituelle utilisée lors des cérémonies religieuses.

## Symbolique
À l'origine, la mort n'existait pas chez les Dogons, les hommes se métamorphosaient en serpent. Mais, à la suite de la transgression d'un interdit, la mort apparut dans la société dogon et fut transmise aux hommes par contagion. La Société Awa célèbre le culte du premier ancêtre mort sous forme de serpent à la suite d'une rupture d'interdit.

## Étymologie
Le mot awa appartient au vocabulaire du sigi so, le langage religieux secret des dogons. Le terme s'emploie pour décrire plusieurs choses : les parures de fibres et masques portés par les membres de la société, les danseurs masqués, l'ensemble des hommes en âge de participer aux danses rituelles ou la société elle-même.